# Улица Семьи Глаголевых (Киев)
Улица Семьи Глаголевых (укр. Вулиця Родини Глаголєвих) — улица в Шевченковском районе города Киева. Пролегает от улицы Рижская до улицы Ольжича, исторически сложившаяся местность (район) Сырец.
Примыкают улицы Академика Щусева, Юрия Глушко, Владимира Сальского.

## История
Новая улица возникла в 1950-е годы — была проложена на месте снесённого Сырецкого концлагеря. Улица начала застраиваться в 1950-е годы преимущественно хрущёвками и домами «переходной» архитектуры.
20 августа 1957 года улица получила название — в честь советского историка и общественного деятеля Бориса Дмитриевича Грекова, согласно Решению исполнительного комитета Киевского городского совета депутатов трудящихся № 1428 «Про наименование и переименование улиц города Киева» («Про найменування та перейменування вулиць м. Києва»).
8 декабря 2022 года улица была переименована и получила современное название в честь семьи Глаголевых

## Застройка
Улица пролегает в северо-восточном направлении параллельно улице Максима Берлинского. Парная и непарная стороны улицы заняты чередующимися малоэтажной (3-этажные дома) и многоэтажной жилой (5-этажные дома) застройкой, учреждениями обслуживания. 
Учреждения:
1. дом № 2/20 — инклюзивно-ресурсный центр (бывшая школа-интернат № 20 санаторного типа)
2. дом № 16 — детсад для детей тяжелыми недостатками речи № 323
3. дом № 24 — детсад санаторного типа для тубинфицированных детей № 343

Мемориальные доски:
1. дом № 1/6 — Борису Дмитриевичу Грекову — разрушена (29.05.2022) — комментарий именования улицы
2. дом № 15 — Борису Дмитриевичу Грекову — разрушена (29.05.2022) — комментарий именования улицы